# Chlorophorus capillatus
Chlorophorus capillatus är en skalbaggsart som beskrevs av Holzschuh 2006. Chlorophorus capillatus ingår i släktet Chlorophorus och familjen långhorningar.
Artens utbredningsområde är Laos. Inga underarter finns listade i Catalogue of Life.